# Kapten Stofil & C:o
Kapten Stofil & C:o, egentligen Kapten Stofil nr 1/2006. Omslaget (hela omslaget inklusive annonser på insidorna och baksidan och fliken på sista sidan) är en parodi på Kalle Anka & C:o från 1960–70-talen.
Första serien, "Herr Kantarell", är en parodi på "Björnligan hugger till" av Carl Barks, med lätt förklädda björnbusar i modekläder, Kajsa Anka som Lädernuckan och Kapten Stofil själv som Oppfinnar-Jocke.
"Björnligan hugger till" (originaltitel "The Paul Bunyan Machine") gick i Sverige som följetong i Kalle Anka & C:o nr 9–12/1974, "Kalle Anka Guldbok" nr 15 och "Kalle Ankas Bästisar" nr 15. Publicerades ursprungligen i Uncle Scrooge nr 28, 1959.

## Innehållsförteckning
1. "Herr Kantarell" av Joakim Lindengren
2. "Proggaren möter Velourmannen" av David Nessle
3. "Falkeneraren" av John Andersson
4. "Karro Ko" av Camilla Forsman
5. "Kapten Fossil" av Joakim Pirinen
6. "Kapten Nekrofil" av Joakim Pirinen
7. "Efter Katastrofen" av Johan Wanloo